# Bukit Sari (Jujuhan Ilir)
Bukit Sari is een bestuurslaag in het regentschap Bungo van de provincie Jambi, Indonesië. Bukit Sari telt 2673 inwoners (volkstelling 2010).